# Agrotis selvagensis
Agrotis selvagensis là một loài bướm đêm trong họ Noctuidae.